# Ilyushin DB-4
Ilyushin DB-4 (DB - Дальний бомбардировщик - Dalniy Bombardirovshchik - Máy bay ném bom tầm xa) hay TsKB-56 (TsKB - Tsentral'noye Konstruktorskoye Byuro – Viện chế tạo trung ương) là một loại máy bay ném bom 2 động cơ của Liên Xô đầu thập niên 1940.

## Tính năng kỹ chiến thuật
Dữ liệu lấy từ The Osprey Encyclopedia of Russian Aircraft 1875–1995
Đặc tính tổng quan
- Kíp lái: 4
- Chiều dài: 17,85 m (58 ft 7 in)
- Sải cánh: 25,0 m (82 ft 0 in)
- Diện tích cánh: 83,0 m2 (893 foot vuông)
- Trọng lượng rỗng: 7.561 kg (16.669 lb)
- Trọng lượng có tải: 10.860 kg (23.942 lb)
- Trọng lượng cất cánh tối đa: 13.006 kg (28.673 lb) [2]
- Động cơ: 2 × Mikulin AM-37 , 1.000 kW (1.400 hp)  mỗi chiếc [2]

Hiệu suất bay
- Vận tốc cực đại: 500 km/h (311 mph; 270 kn) trên độ cao 6.000 m (19.700 ft)
- Tầm bay: 4.000 km (2.485 mi; 2.160 nmi)
- Trần bay: 10.000 m (32.808 ft)

Vũ khí trang bị

- Súng: 3 × súng máy ShKAS 7,62 mm[2]
- Bom: 1.000 kg (2.200 lb) bình thường (3.000 kg (6.600) tối đa)